# فرودگاه محلی اپیس کوست
فرودگاه محلی اپیس کوست (به انگلیسی: Space Coast Regional Airport) یک فرودگاه است . این فرودگاه در کشور ایالات متحده آمریکا قرار دارد .